# Synapsis ritsemae
Synapsis ritsemae är en skalbaggsart som beskrevs av Lansberge 1874. Synapsis ritsemae ingår i släktet Synapsis och familjen bladhorningar. Inga underarter finns listade i Catalogue of Life.